# Slaget om Osuchami
Slaget om Osuchami (Slaget vid Sopot ) - var det största gerillaslaget under andra världskriget. Det ägde rum i Solska Skog och var kulmen på den tyska bekämpadet av Zamość-upproret, något som kallades Sturmwind II. Det ägde rum 25-26 juni 1944.
Grupper av polska partisaner försökte anfalla tyska soldater, från ockuperade terräng. Flera av anfallen misslyckades, delvis för att polackerna saknade tunga vapen, dels för de anföll rakt igenom minfält. En större grupp tyska soldater blev omringade av polsk gerilla, något som polackerna inte lyckades utnyttja eftersom tyskarna gick till motattack. 
Det fanns ca 30 000 stridande tyskar i området och 1200 polacker.
Omkring 400 polacker dog. 